# Gerhard Möller (Politiker)

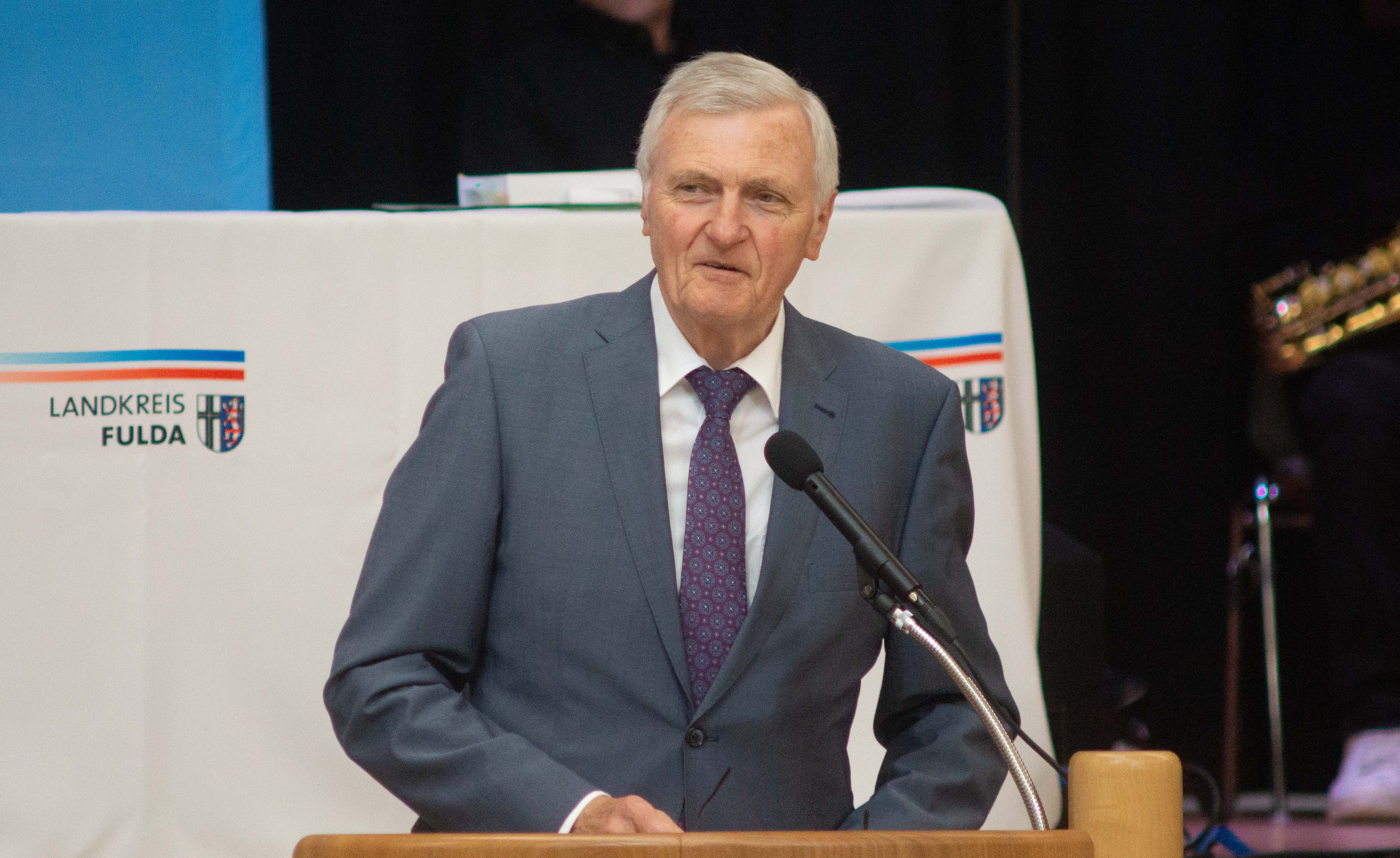
Gerhard Möller (2024)

Gerhard Möller (* 15. Oktober 1949 in Weyhers, Landkreis Fulda) ist ein deutscher Politiker (CDU). Er war von 2003 bis 2015 Oberbürgermeister der Stadt Fulda.

## Leben und Beruf
Nach dem Abitur an der Rabanus-Maurus-Schule in Fulda studierte Möller Rechtswissenschaften in Gießen. 1974 erwarb er das erste Staatsexamen, drei Jahre später bestand er die Zweite juristische Staatsprüfung. Ab 1977 arbeitete Möller bei der Verwaltung des Landkreises Fulda, zunächst als Leiter der Schulabteilung, später auch als Amtsleiter des Rechtsamts. Gerhard Möller ist verheiratet und hat vier Kinder.

## Partei
1974–82 war Möller Vorsitzender der CDU Ebersburg und 1974–77 Mitglied des Kreistags des Landkreises Fulda und stellvertretender Fraktionsvorsitzender der CDU. Von 1985 bis 1987 war er Fraktionsvorsitzender in der Gemeindevertretung Künzell.

## Öffentliche Ämter

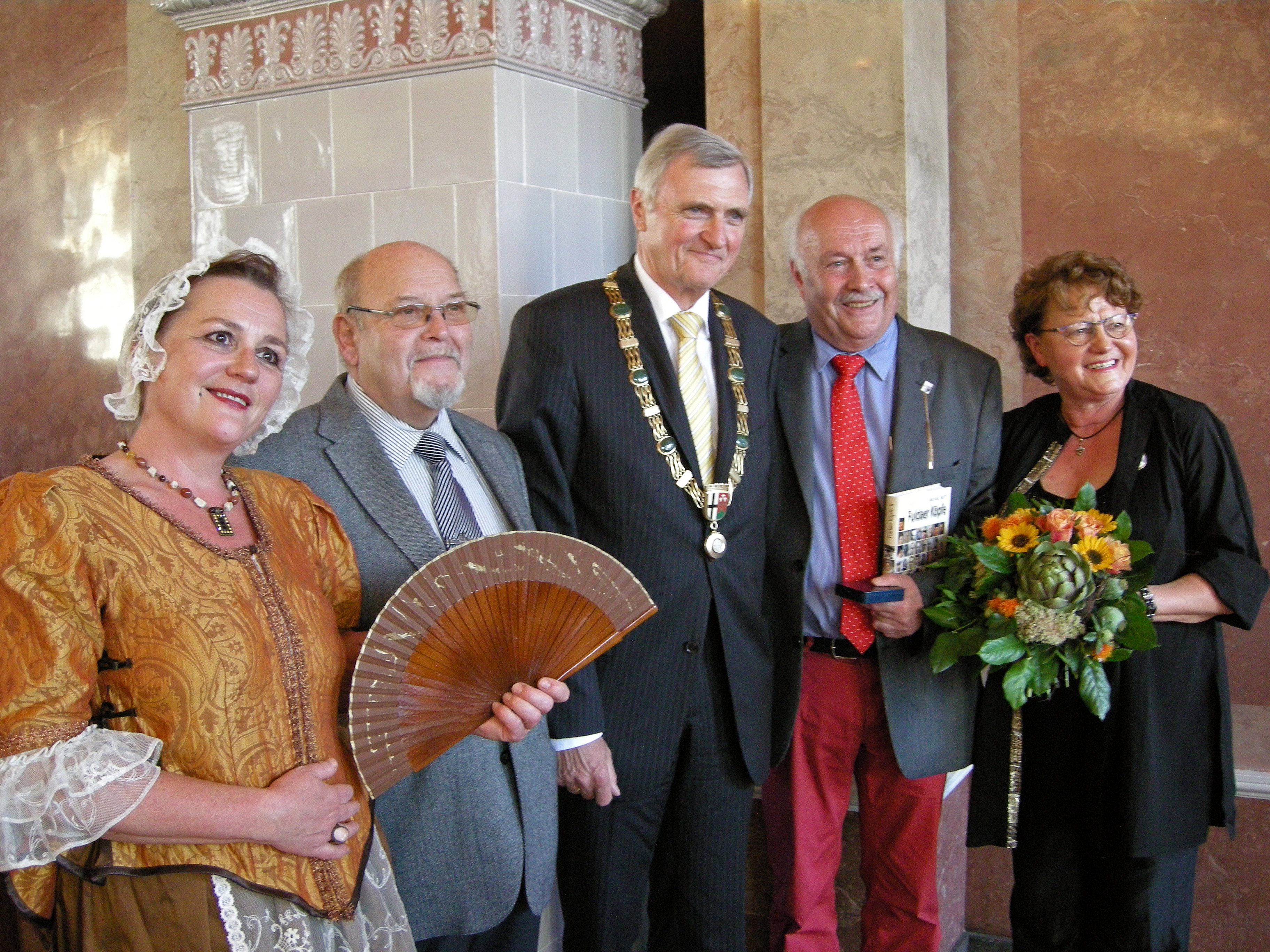
Gerhard Möller (Bildmitte) anlässlich der Verleihung der Ferdinand-Braun Medaille 2013

1987 wurde Gerhard Möller zum Ersten Kreisbeigeordneten des Landkreises Fulda gewählt. 2003 gewann er die Wahl zum Oberbürgermeister der Stadt Fulda mit 74,1 Prozent der Stimmen. 2009 wurde er mit 81,2 Prozent der Stimmen bei einer Wahlbeteiligung von 25,6 Prozent wiedergewählt. Am 14. August 2015 wurde Gerhard Möller vom Amt des Oberbürgermeisters in den Ruhestand verabschiedet.
Zwischen dem 29. November 2007 und 2009 sowie von 2011 bis 2014 war Gerhard Möller zudem Präsident des Hessischen Städtetages und begleitete zwischenzeitlich das Amt als Vizepräsident.